# Аллеманісти
Аллемані́сти — представники опортуністичного угруповання у франц. робітничому русі кін. 19 — поч. 20 ст. («Робітнича соціал-революційна партія»).
Організоване активним учасником Паризької Комуни Жаном Аллеманом.
В 1890 відкололися від посибілістів, але не змогли порвати з багатьма їх догмами і були під виливом прудонізму.

## Ідеологія
Дрібнобуржуазна ідеологія А. являла собою суміш реформістських і анархістських поглядів. Вони заперечували диктатуру пролетаріату і на перше місце ставили профспілки, а політичній партії робітн. класу відводили другорядну роль.
А. виступали проти еедистів і 1905 ввійшли до складу Об'єднаної соціалістичної партії, на чолі якої став Жан Жорес.